# Pamphobeteus ultramarinus
Pamphobeteus ultramarinus is een spinnensoort in de taxonomische indeling van de vogelspinnen (Theraphosidae).
Het dier behoort tot het geslacht Pamphobeteus. De wetenschappelijke naam van de soort werd voor het eerst geldig gepubliceerd in 1995 door Joachim Schmidt.